# Fenghuang
Fenghuang (chiń. 鳳凰, pinyin: Fènghuáng; w języku polskim: Chiński feniks.
Mityczny ptak pochodzący z mitologii chińskiej. Feniksy chińskie były przedstawiane jako władcy wszystkich ptaków. Feniksy rodzaju męskiego nazywano Feng, natomiast żeńskiego Huang. Współcześnie jednak nie czyni się takiego rozróżnienia i wszystkim feniksom przypisuje się rodzaj żeński (Huang), co umożliwia połączenie ich w parę ze smokiem chińskim, będącym rodzaju męskiego. Chińczycy Han często używają terminu Potomkowie Smoka dla określania swej tożsamości narodowej. Fenghuang znany jest też jako "Dostojny Kogut" (鶤雞, pinyin: yùnjī lub kūnjī). W kulturze Zachodu zazwyczaj nazywany jest "Chińskim feniksem", a czasami "Ptakiem Ho-ho" (od japońskiej nazwy hō-ō).

## Wygląd
Najczęstsze są przedstawienia fenghuangów atakujących węże swymi szponami i rozpostartymi skrzydłami. Fenghuangi opisuje się jako mające dziób koguta, twarz jaskółki, czoło kury, szyję węża, pierś gęsi, plecy żółwia, zad jelenia i rybi ogon. Jego ciało symbolizuje sześć ciał niebiańskich. Głowa oznacza niebo, oczy to słońce, plecy to księżyc, skrzydła to wiatr, stopy to ziemia, a ogon to planety. W upierzeniu fenghuanga występuje pięć podstawowych kolorów: czarny, biały, czerwony, zielony i żółty.

## Pochodzenie
Fenghuang, feniks chiński, nie jest powiązany z feniksem znanym w zachodnim świecie. Rysunki feniksa zaczęły pojawiać się w Chinach 7 000 lat temu, często na żadach i amuletach o ciekawym kształcie i wyglądzie. Stanowiły totem dla szczepów zamieszkujących wschodnie tereny Chin w starożytności. Obecnie wysuwane teorie sugerują, że mogą to być wizerunki dużego prehistorycznego ptaka podobnego do strusia, powszechnie występującego w Chinach w czasach prehistorycznych.
W czasach dynastii Han (200 p.n.e.) feniks chiński był symbolem południowej strony świata. Przedstawiany był jako para ptaków - samiec (feng, 鳳), i samica (huang, 凰), stojące naprzeciw siebie. Fenghuang był też symbolem cesarzowej Chin, w parze ze smokiem chińskim reprezentującym cesarza. Mogło to wynikać ze zjednoczenia pod wspólnym władcą plemion zamieszkujących wschodnie i zachodnie Chiny. Feniks reprezentuje moc, jakiej niebiosa udzielają cesarzowi. Fenghuang umieszczony na domu jako dekoracja symbolizuje lojalność i szczerość jego mieszkańców. Lub inaczej, feniks jest umieszczany tylko tam, gdzie przestrzega się zasad, bez matactw czy korupcji (政治清明).

## Znaczenie
Fenghuang jest kojarzony bardzo pozytywnie. Jest symbolem cnoty i wdzięku. Fenghuang symbolizuje też połączenie yin i yang. Pojawia się w spokojnych i szczęśliwych czasach, a ukrywa, gdy zbliża się niebezpieczeństwo.
W starożytnych Chinach feniksy często były przedstawiane na dekoracjach weselnych lub przedstawieniach rodziny cesarskiej, niezależnie od smoków. Wynika to z tradycyjnych chińskich wierzeń, według których smok chiński w parze z feniksem symbolizują idealną relację między małżonkami, co jest kolejnym odniesieniem do koncepcji yin i yang.

## Motyw chińskiego feniksa współcześnie
- "Pazur feniksa" to w kuchni kantońskiej nazwa potrawy z kurczaków w sosie z czarnej fasoli.
- "Feniks" to imię często nadawane chińskim dziewczynkom (podobnie, chłopcom nadaje się imię "smok").
- "Dzieci smoka i feniksa" to chiński idiom oznaczający parę bliźniąt: chłopca i dziewczynkę.
- Fenghuang to także powiat w zachodniej części prowincji Hunan. Jego nazwa jest zapisywana dokładnie tymi samymi znakami, co mityczny ptak.
- Imię Fenghuang nosi sowa, była członkini Potężnej Piątki w serialu Kung Fu Panda: Legenda o niezwykłości.